# Тео, Фиатау Пенитала
Сэр Фиатау Пенитала Тео (англ. Fiatau Penitala Teo, 23 июля 1911 — 25 ноября 1998) — первый генерал-губернатор Тувалу с 1 октября 1978 по 1 марта 1986.
Начал свой трудовой путь учителем, затем в 1932—1937 гг. работал клерком и переводчиком в колониальной администрации острова Фунафути. В дальнейшем на протяжении всей жизни занимал различные административные должности в британской администрации Тихоокеанского региона; в 1944—1945 гг. находился на военной службе в британской армии в чине младшего лейтенанта.

## Семья
Сын -Фелети, избран премьер-министром Тувалу 26 февраля 2024 года.